# Vilabella
Vilabella là một đô thị trong ‘‘comarca’’ Alt Camp, Tarragona, Catalonia, Tây Ban Nha.

## Biến động dân số
| 1900  | 1930  | 1960 | 1990 | 2006 |
| ----- | ----- | ---- | ---- | ---- |
| 1.258 | 1.038 | 807  | 830  | 787  |

- Biến động dân số từ năm 1717 đến năm 2006

1717-1981: población de hecho; 1990-: población de derecho